# ابردین (فیلم ۲۰۱۴)
«ابردین» (انگلیسی: Aberdeen) یک فیلم درام و خانوادگی هنگ کنگی محصول سال ۲۰۱۴ به نویسندگی و کارگردانی پانگ خو-چیانگ با بازی لوئیس کو، اریک تسانگ، میریام یانگ و ژیژی لیانگ است. این فیلم در ۸ مه ۲۰۱۴ منتشر شد.